# Donald Adamson
Donald Adamson (Lancashire, 30 de Março de 1939 – 18 de janeiro de 2024) foi um escritor britânico, historiador da filosófico e crítico da literatura francesa.
Entre os livros que escreveu, destacam-se "Blaise Pascal: Mathematician, Physicist, and Thinker about God" e "The Curriers' Company: A Modern History".

## Biografia
Depois de deixar Manchester Grammar School, Adamson foi educado na Magdalen College de Oxford, onde obteve um B.A. Era Zaharoff Travelling Scholar na universidade de Oxford em 1959-60 e obteve 1962 o graduado de B.Litt. Em 1971, recebeu um D.Phil.
Nos anos 1969 e 1989, ele foi professor na universidade de Londres. Em 1989, se eleiteu Fellow visitante do Wolfson College de Cambridge.
Foi ativo no campo da política de interesse público nas artes, nas bibliotecas e nos museus. Trabalhou para o estabelecimento do National Heritage Memorial Fund.

## Âmbito de sua escrita
Ilusões Perdidas, um estudo crítico da obra-prima de Honoré de Balzac, esboça seu elemento autobiográfico forte, analisando contrastes de Paris e das províncias, a pureza da vida do artista e as corrupções do jornalismo, e, mais importante ainda de tudo, a ambigüidade da perspectiva narrativa de Balzac. Os temas principais do livro estão aquele no "ficção" é a verdade e no "verdade" é a ficção, e aquele Ilusões Perdidas são o primeiro romance por algum escritor para sublinhar a formação de opinião pública pelos meios, feito geralmente na perseguição do poder ou do dinheiro.
Blaise Pascal considera seu assunto dos pontos de vista biográficos, teológicos, religiosos e matemáticos, incluindo o ponto de vista da física. Há um capítulo no argumento da Aposta de Pascal. A análise é ligeiramente inclinado em um sentido temporal, dando a maior ênfase à concepção de Pascal das contradições da natureza humana, e um pouco menos à sua preocupação profunda e tradicional com pecado original. Desde a escrita deste livro, Adamson fêz um trabalho adicional na compreensão matemática de Pascal do Deus.
Suas escritas históricas cai em três categorias, além dos artigos no senhorialismo durante a Idade Média, e na operação bancária no século XVIII escreveu na história mais recente dos funcionamentos de uma guilda da cidade de Londres, na viagem a Inglaterra e o País de Gales no século XVIII, e uma monografia na arte espanhola e no romantismo francês, em que explora a abertura da Espanha e da arte espanhola aos viajantes de França e outras partes da Europa ocidental e aos entusiastas naqueles países.

## Obras
Lista parcial:
- 1966: The Genesis of "Le Cousin Pons"
- 1970: The Black Sheep (tradução do romance La Rabouilleuse por Honoré de Balzac)
- 1971: Dusty Heritage
- 1974: The House of Nell Gwyn: The Fortunes of the Beauclerk Family, 1670-1974
- 1976: Ursule Mirouët (tradução do romance por Honoré de Balzac)
- 1981: Balzac: Illusions perdues
- 1989: Les Romantiques françaises devant la peinture espagnole
- 1993: Bed 29 & Other Stories (tradução de 26 contos de Guy de Maupassant)
- 1995: Blaise Pascal: Mathematician, Physicist, and Thinker about God
- 1996: Rides Round Britain: the travel journals of John Byng, 5th Viscount Torrington
- 2000: The Curriers' Company: A Modern History
- 2001: Balzac and the Tradition of the European Novel
- 2002: Pascal and the Life of Faith
- 2005: Pascal's Views on Mathematics and the Divine
- 2009: Oskar Kokoschka at Polperro
- 2010: William Golding Remembered
- 2010: Researching Kokoschka

Adamson está escrevendo uma biografia do historiador e poeta britânico A. L. Rowse.

## Condecorações
- Cavaleiro de justiça da venerável ordem de São João de Jerusalém
- Oficial da ordem das Artes e das Letras
- Cavaleiro da ordem das Palmas académicas
- Cruz do mérito pro Merito Melitensi;
  - Membro: Royal Society of Literature (FRSL)[11], Royal Historical Society (FRHistS)[12], Society of Antiquaries of London (FSA)[13] e Chartered Institute of Linguists (Hon FCIL)[14];
  - Magistrado: Cidade de Londres, subsequentemente para a Cornualha.